# 기무라 도시오
기무라 도시오(일본어: きむら としお, 1909년 1월 15일 ~ 1983년 12월 1일)는 내각관방장관, 경제기획청장관, 외무대신을 역임한 일본의 정치인이다.

## 생애
기무라는 1909년, 미에현에서 키무라 히데오키의 아들로 태어났다. 키무라 히데오키는 일본 중의원을 역임했다. 1938년 도쿄 제국대학 법학부를 졸업한 후, 체신성에 들어갔다. 후에 운수성으로 자리를 옮겼고, 전후 사토 에이사쿠의 설득으로 운수성 해운총국 총무과장 (運輸省海運総局総務課長)에서 정계로 전향하였다. 1949년 중의원 의원 선거에서 무소속으로 당선돼, 사토 에이사쿠의 자유당 (自由党) 에 들어갔으며, 총 12번 당선되었다.
그는 눈에 띄지 않는 인물이었으나, 사토 내각이 성립되면서, 1966년부터 1971년까지 내각관방의 기둥으로서 오키나와 반환 (沖縄返還) 교섭에 참여해 주목받는 인물이 되었다. 1966년, 내각관방 부장관, 1967년 병으로 퇴임한 후쿠나가 겐지 (福永健司)의 뒤를 이어 내각관방장관이 되었고, 1968년 사토 에이사쿠의 요청으로 호리 시게루 (保利茂) 에게 관방장관 직을 넘겨주고 다시 부장관으로 돌아왔다. 1971년, 경제기획청장관, 1974년 제2차 다나카 가쿠에이 내각에서 외무대신이 되었다. 현직 일본 외상으로선 처음으로 나이지리아 등 사하라 사막 이남의 아프리카 4개국을 방문한 바 있다.
1977년, 자유민주당 아시아·아프리카 문제 연구회의 대표 간사가 되었고, 당내 온건파의 대표적인 인물로 중점을 이루었다. 1983년, 74세의 나이로 별세하였다.
1. ↑  “津高同窓会報 第22号”. 津高同窓会. 2025.1.25에 확인함.